# Arteră cerebeloasă posterioară inferioară
Artera cerebelară posterioară inferioară este cea mai mare ramură a arterei vertebrale. Este una dintre cele trei artere principale care alimentează cu sânge cerebelul, o parte a creierului. Blocarea arterei cerebeloase posterioare inferioare poate duce la un tip de accident vascular cerebral numit sindrom lateral medular.

## Traseu
Se răsucește înapoi în jurul părții superioare a bulbului rahidian, trecând între originile nervului vag și nervul accesoriu, peste pedunculul cerebelos inferior până la suprafața cerebelului, unde se împarte în două ramuri.
Ramura medială continuă înapoi până la crestătura dintre cele două emisfere ale cerebelului; în timp ce ramura laterală furnizează sânge suprafeței inferioare a cerebelului, până la marginea sa laterală, unde se anastomozează cu artera cerebeloasă anterioară inferioară și cu  artera cerebeloasă superioară, ramuri ale arterei bazilare.
Ramuri din această arteră alimentează plexul coroidian al celui de-al patrulea ventricul.

## Semnificație clinică
O întrerupere a alimentării cu sânge a arterei cerebeloase posterioare inferioare din cauza unui tromb sau embol poate duce la un accident vascular cerebral sau poate duce la sindromul medular lateral. Ocluzia severă a acestei artere sau a arterelor vertebrale pot duce și la Sindromul Horner.

## Legături externe

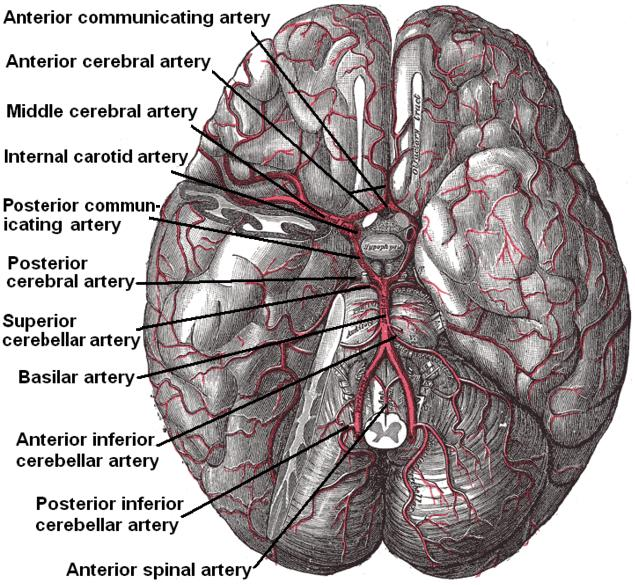
Arterele bazei creierului. Artera cerebelară posterioară inferioară marcată în partea de jos. Polul temporal al cerebrului și o porțiune a emisferei cerebeloase au fost îndepărtate pe partea dreaptă. Aspect inferior (privit de jos).